# 扎卡里亚斯
扎卡里亚斯是巴西圣保罗州的一个市镇。总面积318.8平方公里，总人口2427人，人口密度7.6人/平方公里。